# Georges Crès
Georges Célestin Crès (* 10. Juni 1875 im 4. Arrondissement von Paris; † 13. Dezember 1935 im 6. Arrondissement von Paris) war ein französischer Verleger und Buchhändler, der Anfang des 20. Jahrhunderts sehr aktiv war.

## Biographie

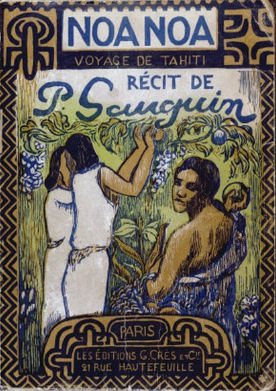
Umschlag von Noa Noa von Paul Gauguin, illustriert von Daniel de Monfreid, Éditions G. Crès et Cie, 1929.

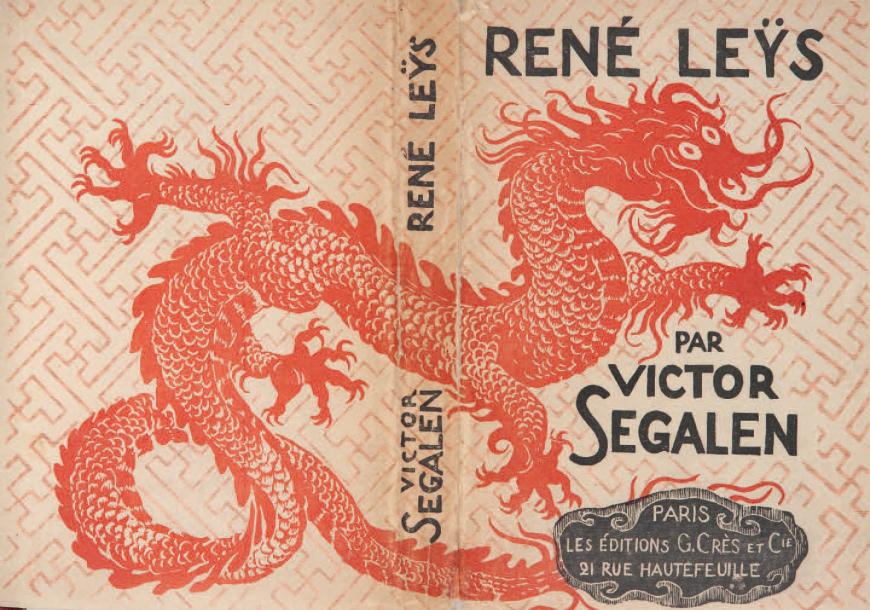
Umschlag von René Leÿs von Victor Segalen, 1922.

Georges Crès wurde 1875 als Sohn von François Crès und seiner Frau Marie Julie Céleste Bouet in Paris geboren.
Georges Crès war Autodidakt und begann seine Karriere im Alter von 13 Jahren, als er als Buchhändler in der Buchhandlung von Augustin Challamel in Paris angestellt war. Am 15. Juli 1905 veröffentlichte er unter dem Pseudonym Jean Serc in der Zeitschrift Mercure de France einen Artikel mit dem Titel Un clérical athée, M. Jules Soury. 1908 eröffnete er eine Buchhandlung in Paris und begann im Jahr darauf mit dem Verlagsgeschäft.
Er tat sich mit Adolphe van Bever zusammen, um eine Reihe namens Les Maîtres du livre ins Leben zu rufen, die sorgfältig herausgegeben wurde und Holzschnitte enthielt, die im Geiste der Bibliophilie standen, aber sehr erschwinglich waren und für die er den Kupferstecher Pierre-Eugène Vibert engagierte. Eine weitere Reihe, Artistes nouveaux, die von Georges Besson geleitet wird, erscheint in Form kleiner Monografien und öffnet sich zeitgenössischen Malern. Diese belletristischen Bücher klassischer Autoren, die zu einem niedrigen Preis verkauft wurden, verschafften dem Verlag einen guten Ruf.
Im Jahr 1913 gründete er das Verlagshaus Crès & Cie, das er 1918 in Éditions G. Crès & Cie umbenannte. Der erste Verlagssitz befand sich im 6. Arrondissement von Paris, zunächst am 116 Boulevard Saint-Germain, und zog später in die 21, Rue Hautefeuille um. Er wollte aus seinem Verlagshaus „einen Knotenpunkt der Ideen“ machen. Im Juli 1916 schickte ihn die Schweizer Abteilung des Propagandabüros des französischen Außenministeriums unter der Leitung von Guy de Pourtalès (einem Schriftsteller, dessen Verleger Crès übrigens selbst war), eine Einladung, zwei französische Buchhandlungen zu gründen, zunächst in Zürich (unter dem Namen Les Éditions françaises) und dann in Bern, eine Premiere zu jener Zeit.
In den 1920er Jahren war Crès auch als Verbreiter für die Editions de La Sirène, La Banderole, La Chimère, Devambez, die Société littéraire de France usw. tätig.
Nach einem schweren Autounfall verkaufte Crès 1925 die Anteile seines eigenen Verlagshauses an René Gas und Camille Sauty und übernahm 1928 die Leitung einer kleinen Verlagsstruktur namens Les Arts et le Livre (die er von seinem Schwager Henri Paul Jonquières übernahm), die im selben Jahr in Les Œuvres représentatives umbenannt wurde. Die Éditions G. Crès C. & C., die sich seit Anfang der 1930er Jahre in finanziellen Schwierigkeiten befanden, wurden schließlich zum größten Verlag der Welt. Crès et Cie ging schließlich 1935 konkurs. Georges Crès starb im Dezember.
Sein Sohn Jean Crès setzte die Tradition als Verleger fort, indem er 1947 zu Ehren seines Vaters eine Reihe mit dem Titel „La Tradition du livre“ (Die Tradition des Buches) gründete. Jean Crès setzte seine Karriere als Druckermeister und Verleger bis zu seinem Tod im Juni 1969 fort. Er hatte seinen Sohn Raymond bereits im Alter von sechzehn Jahren ausgebildet, und dieser führte die Familientradition fort und arbeitete bis zu seiner Pensionierung als Druckermeister in seinem Unternehmen, das er in der Sarthe ansiedelte. Raymond starb im März 2017.

## Auszug aus dem Katalog Georges Crès & Cie
Sammlungen:
- „Anthologies“
- „Bellum“
- „La Bibliothèque de l'Académie Goncourt“
- „Bibliothèque de l'adolescence“
- „Bibliothèque Dionysienne“
- „Classica“ (quatre séries)

Zeitgenössische Reihe: René Bizet, Léon Bloy, Élie Faure, Rémy de Gourmont, Paul Reboux, Victor Segalen, Marcel Schwob, Israel Zangwill, …
- Elie Faure, Histoire de l'Art (Geschichte der Kunst)
- „Les Grands Livres“: Gargantua et Pantagruel, Le Rouge et le Noir, Théâtre de Molière (zwei Bände), …
- Victor Hugo, Œuvre complète

Zeitschriften:
- La Phalange, Monatszeitschrift für Literatur und Kunst, geleitet von Henri Aimé und Jean Royère.
- Les Cahiers d'aujourd'hui (Die Hefte von heute), geleitet von George Besson

### Bibliografie
- „L'éditeur Georges-Célestin Crès est mort“, in Toute l’Édition, 21. Dezember 1935, Nr. 303.
- Marie-Gabrielle Slama: „Crès, Georges“, in: Dictionnaire encyclopédique du Livre, Paris, Cercle de la Librairie, 2002, Band 1, S. 685.